# بیلیازی
بیلیازی (انگلیسی: Bilyazy) یک شهرک در شهرستان چیشمینسکی در استان باشقیرستان کشور روسیه است.